# Tetraopes mandibularis
Tetraopes mandibularis là một loài bọ cánh cứng trong họ Cerambycidae.